# Павловка (Спасский район)
Па́вловка — посёлок в Спасском районе Рязанской области, входит в состав Кирицкого сельского поселения.

## География
Расположен в 49 км к юго-востоку от областного центра — г. Рязань, в 15 км к югу от районного центра — г. Спасск-Рязанский.
Посёлок состоит из улиц: Кузнецова, Курской, Маслова, Поселковой, Садовой, Совхозной.

## История
Постановлением Правительства Российской Федерации от 25 января 1999 года поселок совхоза «Кирицы» переименован в посёлок Павловка.

## Население
| 2010 |
| ---- |
| 636  |

## Транспорт
Рядом с посёлком проходит трасса М5 «Урал».